# بلوچی (هرات)
بلوچی (به لاتین: Balūchī) یک منطقهٔ مسکونی در افغانستان است که در ولایت هرات واقع شده‌است.